# The Perfect Drug
"The Perfect Drug" este un cântec din 1997 al formației Nine Inch Nails. A fost compus pentru coloana sonoră a filmului Lost Highway al lui David Lynch. Remixuri ale cântecului au apărut pe EP-ul "The Perfect Drug" Versions
Deși "The Perfect Drug" Versions este single-ul pentru The Perfect Drug, varianta originala a acestui cântec nu apare pe disc în versiunea americană. În schimb, versiunea internatională pentru acesta și cele pentru "We're in This Together" și "Into the Void" o includ.

## Cântecul
Deși un single, "The Perfect Drug" nu a fost niciodată cântat live.

### Videoclipul
Videoclipul a fost regizat de Mark Romanek si a fost lansat pe 18 ianuarie 1997. Acesta arată, într-un cadru gotic, un tată disperat (interpretat de Trent Reznor) care plânge moartea unui copil și se pierde în consumul de Absint. Tema a fost inspirată de stilul artistic al lui Edward Gorey iar videoclipul se aseamănă cu cel pentru "Closer", regizat tot de Romanek.

## EP-ul
"The Perfect Drug" Versions conține cinci remixuri ale cântecului iar versiunea pe vinil are un al șaselea remix:
1. "The Perfect Drug (Remixed by Meat Beat Manifesto)" - [7:24]
2. "The Perfect Drug (Remixed by Plug)" - [6:53]
3. "The Perfect Drug (Remixed by Nine Inch Nails)" - [8:19]
4. "The Perfect Drug (Remixed by Spacetime Continuum)" - [5:42]
5. "The Perfect Drug (Remixed by The Orb)" - [6:12]
6. "The Perfect Drug (Remixed by Aphrodite)" - [6:04]